# Tres de Febrero (partido)
Pour les articles homonymes, voir Tres de Febrero.
Tres de Febrero est un partido de la province argentine de Buenos Aires, dont le chef-lieu est Caseros.
Ce partido fait partie du groupe des vingt-quatre partidos de la province de Buenos Aires constituant, avec la capitale fédérale, le Grand Buenos Aires. Il est situé au nord-ouest de la capitale.
Le partido de Tres de Febrero se compose de quinze localités :
| Localité             | Nbre d'habitants 2001 | Nbre d'habitants 2010 | Superficie | Densité           |
| -------------------- | --------------------- | --------------------- | ---------- | ----------------- |
| Caseros              | 90.313                | 95.785                | 11,2 km²   | 8.552,23 hab/km²  |
| Churruca             | 5.784                 | 4.099                 | 0,4 km²    | 10.247,50 hab/km² |
| Ciudad Jardín        | 17.605                | 16.317                | 2,4 km²    | 6.798,75 hab/km²  |
| Ciudadela            | 73.155                | 73.031                | 6,8 km²    | 10.739,85 hab/km² |
| El Libertador        | 15.108                | 15.027                | 1,3 km²    | 11.559,23 hab/km² |
| José Ingenieros      | 7.223                 | 8.208                 | 1,1 km²    | 7.461,81 hab/km²  |
| Loma Hermosa         | 17.960                | 18.479                | 3,0 km²    | 6.159,67 hab/km²  |
| Martín Coronado      | 19.121                | 17.090                | 2,3 km²    | 7.430,43 hab/km²  |
| 11 de Septiembre     | 4.355                 | 6.366                 | 0,6 km²    | 10.610,00 hab/km² |
| Pablo Podestá        | 12.852                | 12.762                | 1,4 km²    | 9.115,71 hab/km²  |
| Remedios de Escalada | 11.860                | 13.753                | 0,9 km²    | 15.281,11 hab/km² |
| Sáenz Peña           | 11.542                | 12.258                | 1,2 km²    | 10.215,00 hab/km² |
| Santos Lugares       | 17.023                | 16.526                | 3,2 km²    | 5.164,37 hab/km²  |
| Villa Bosch          | 24.702                | 23.323                | 2,6 km²    | 8.970,38 hab/km²  |
| Villa Raffo          | 7.864                 | 7.046                 | 0,9 km²    | 7.828,89 hab/km²  |